# Cảng Victoria

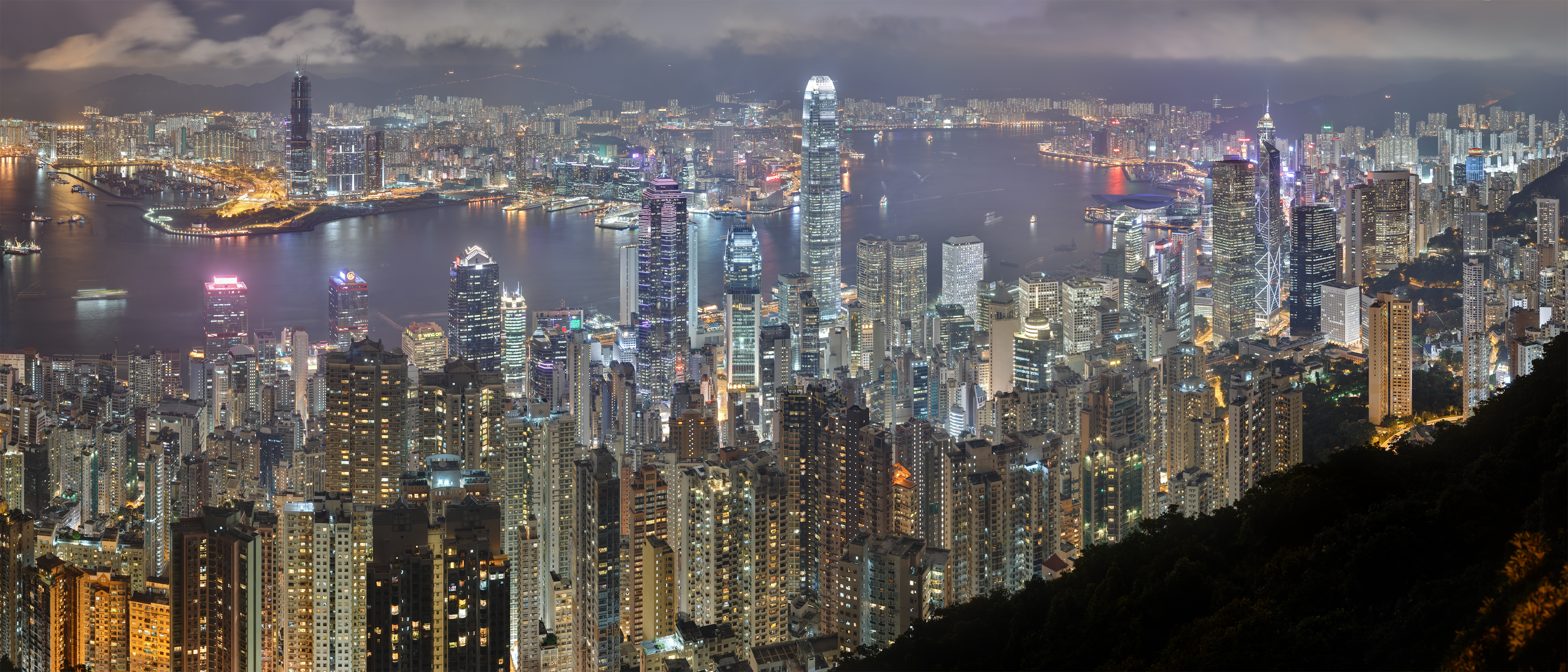
Cảng Victoria, nhìn từ Núi Thái Bình

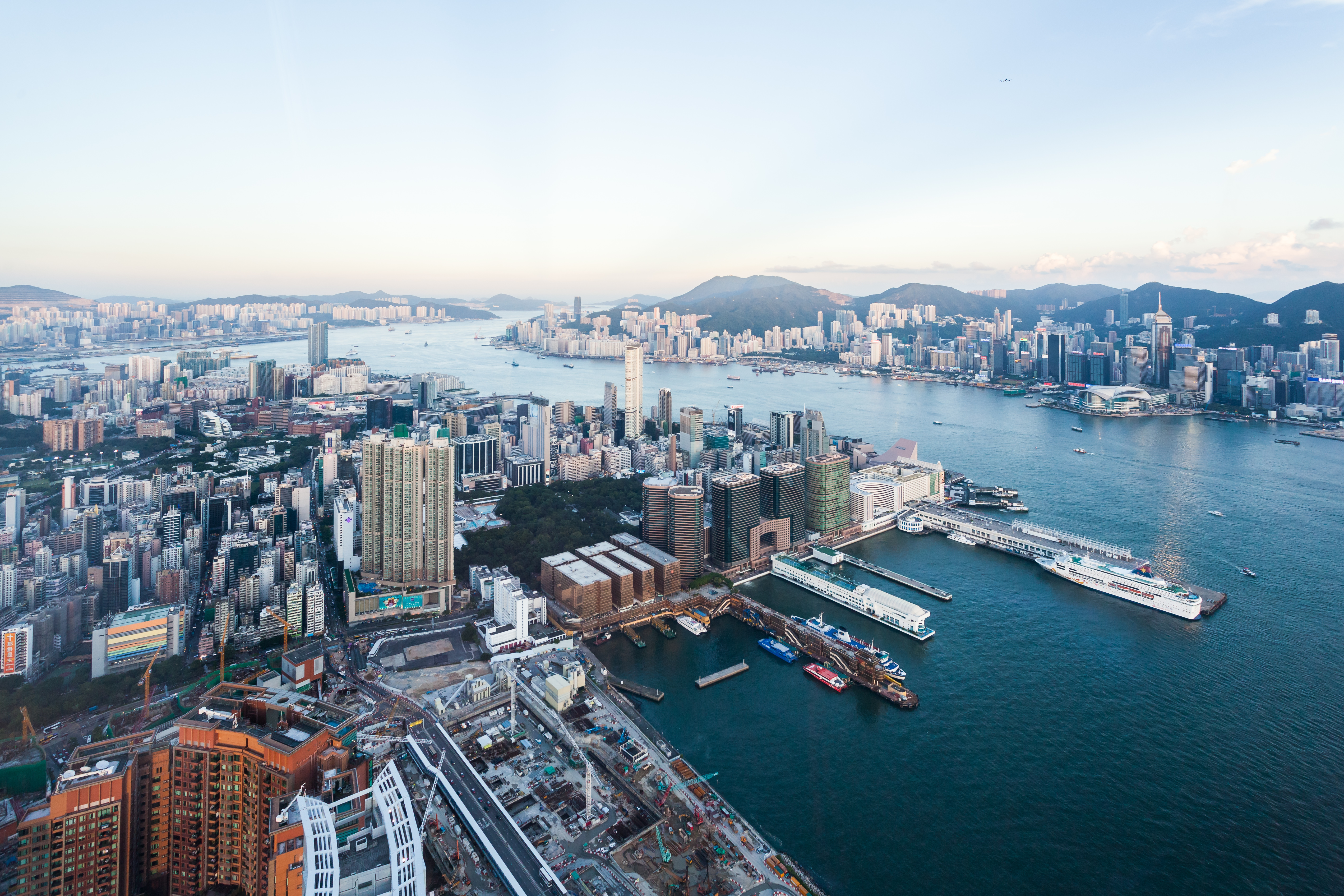
Toàn cảnh, nhìn từ Sky100, Trung tâm thương mại quốc tế

Cảng Victoria là một cảng được hình thành tự nhiên, diện tích 41,88 km², nằm giữa bán đảo Cửu Long và đảo Hồng Kông ở Hồng Kông, Trung Quốc. Cảng có mực nước sâu và lặng, cùng với vị trí chiến lược trên Biển Đông, nên đã đóng vai trò quan trọng trong việc Hồng Kông trở thành thuộc địa của Anh và sau đó phát triển thành một trung tâm thương mại lớn. Nơi đây còn là một địa điểm du lịch quan trọng, thu hút nhiều du khách quốc tế cũng như cư dân bản địa.